# Dalibarda repens
Dalibarda repens är en rosväxtart som beskrevs av Carl von Linné. Dalibarda repens ingår i släktet Dalibarda och familjen rosväxter. Inga underarter finns listade i Catalogue of Life.

## Bildgalleri

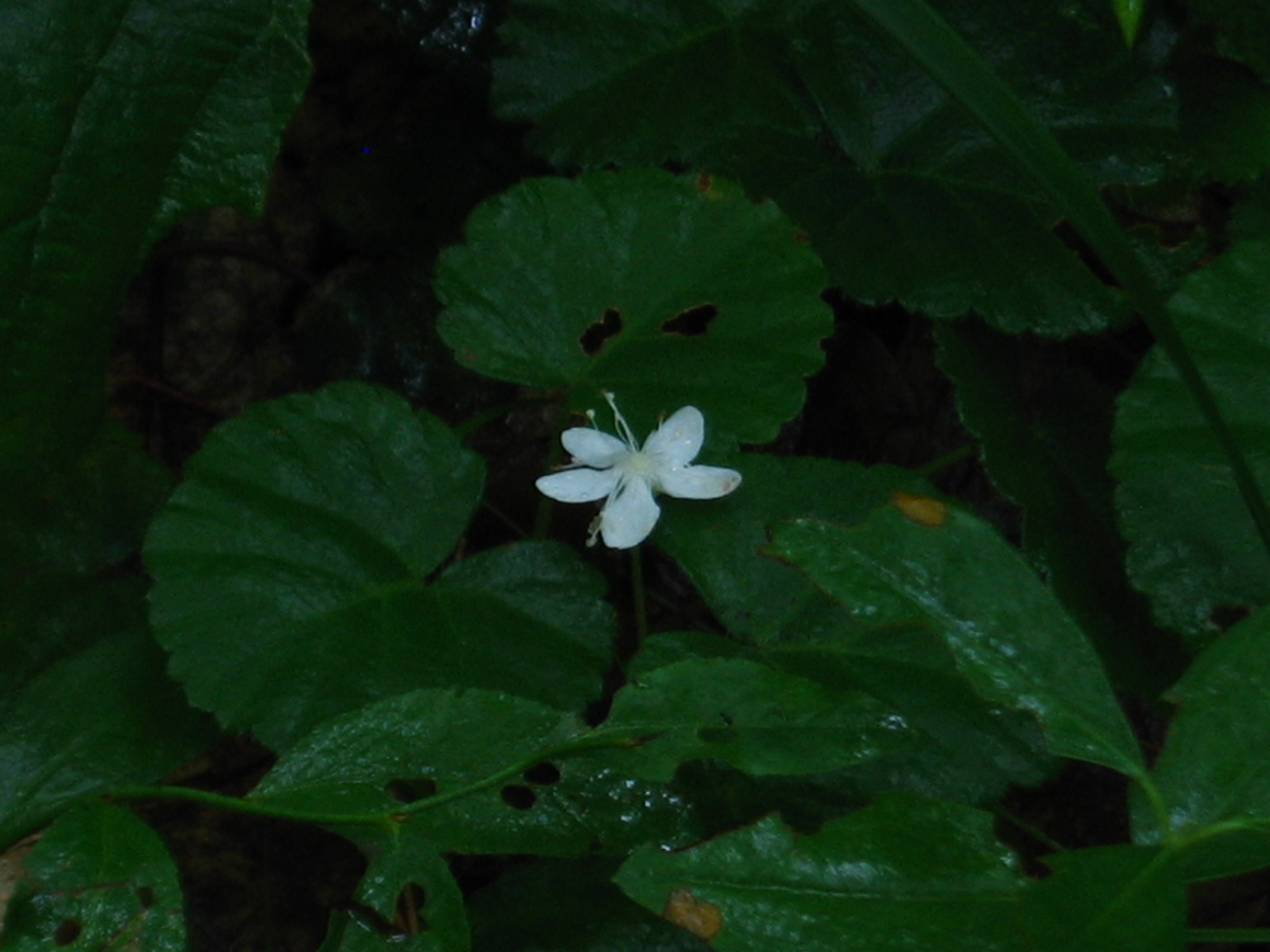
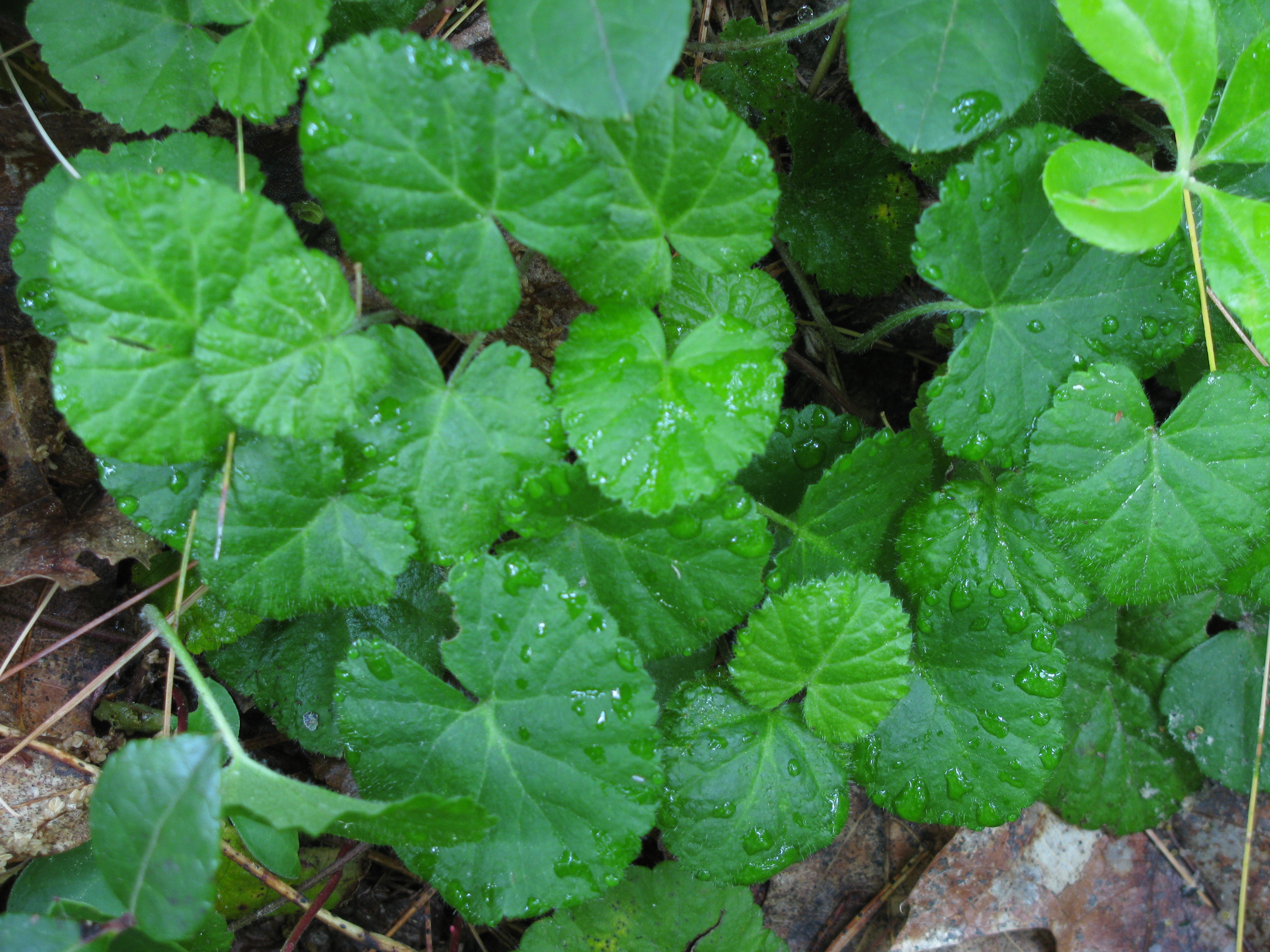
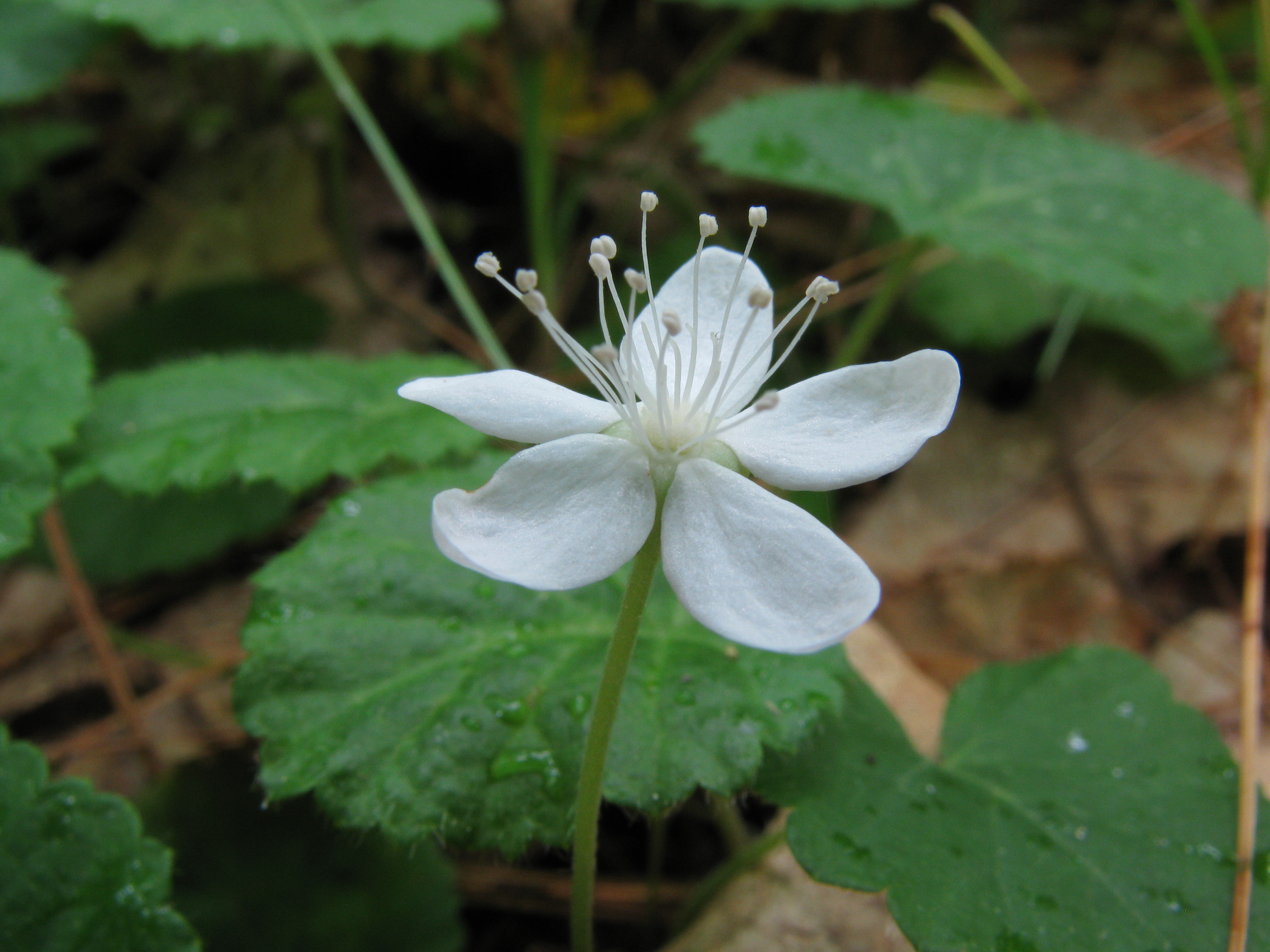
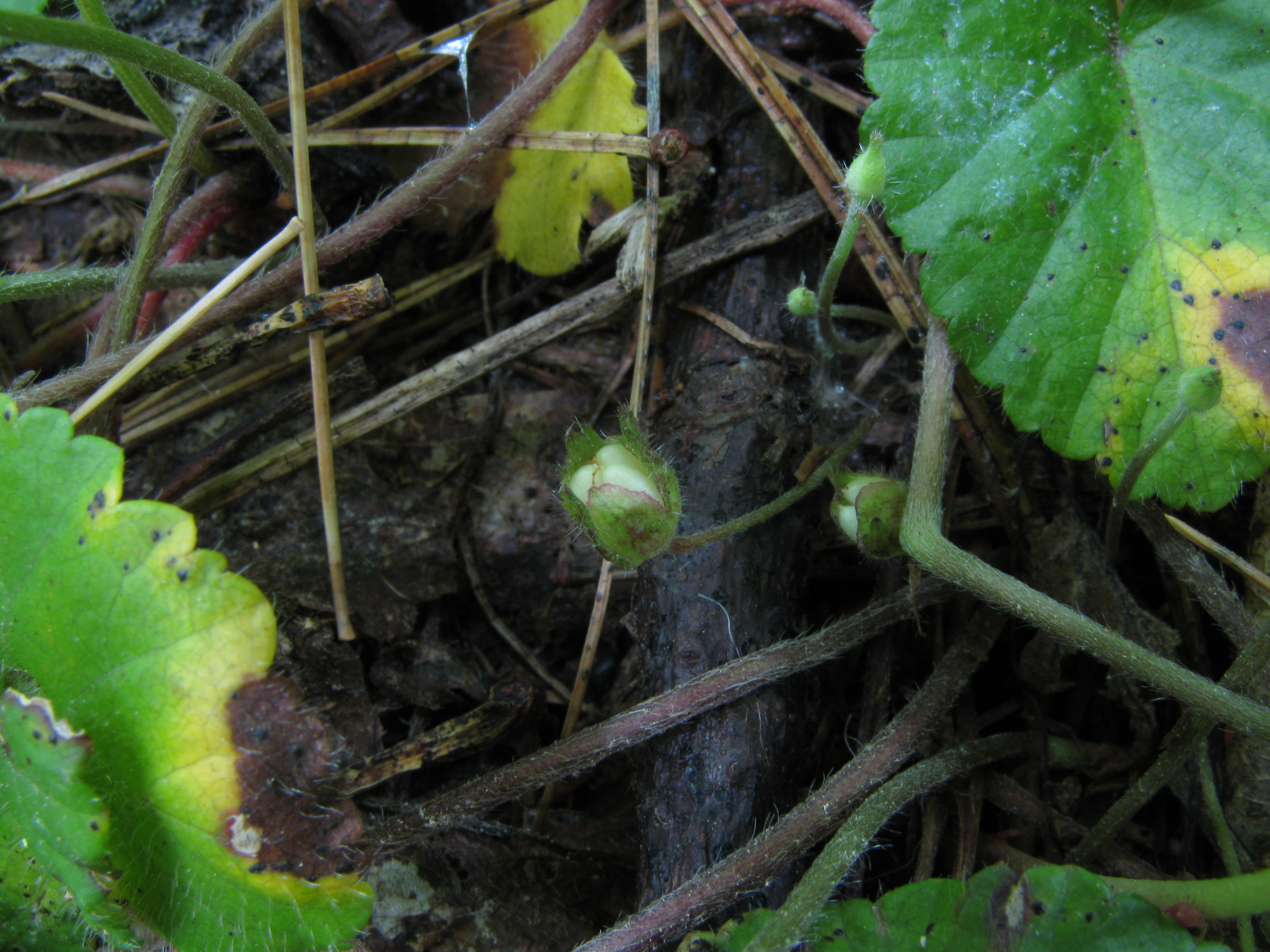
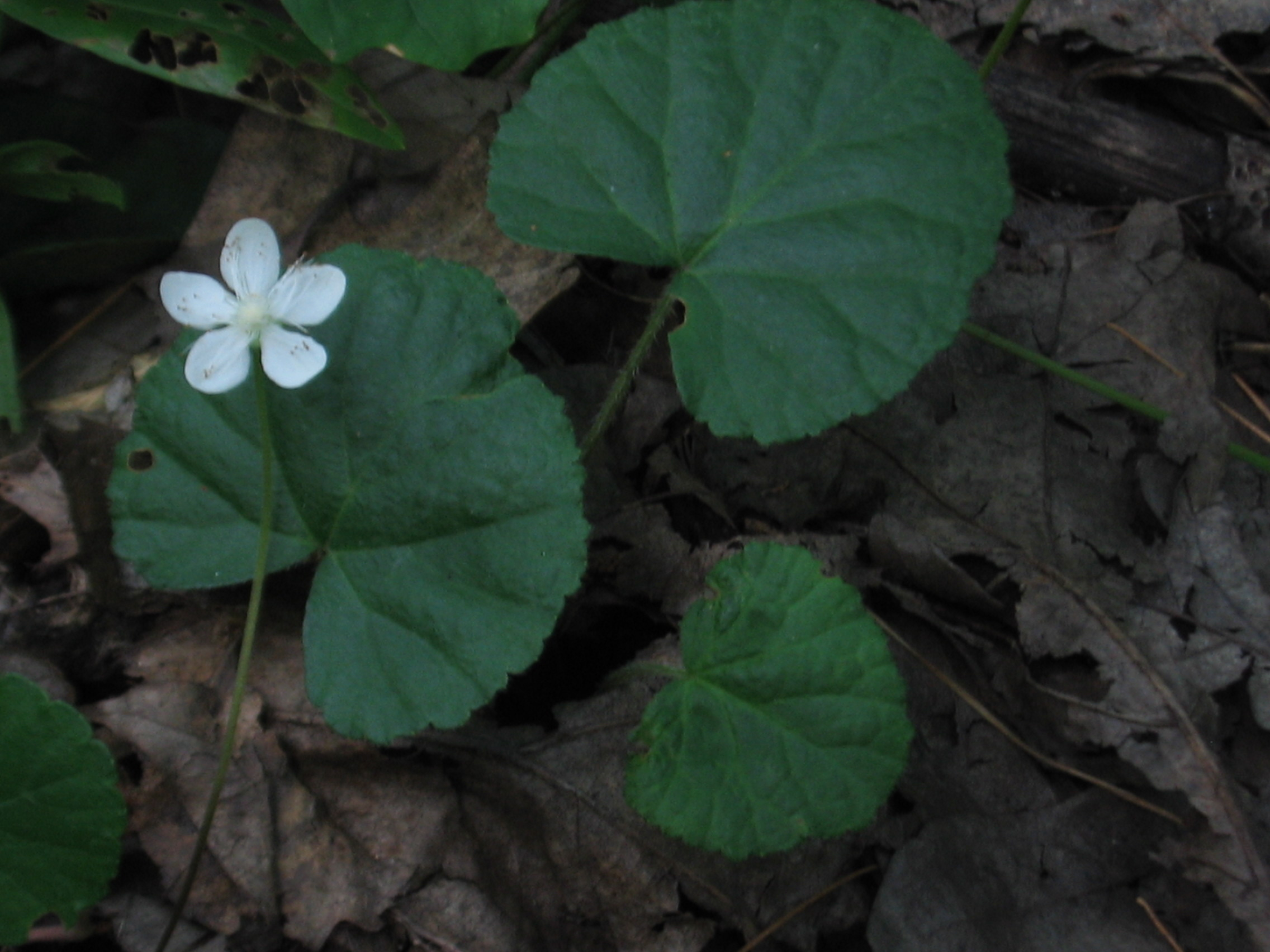